# 吉祥院 (久喜市)
吉祥院（きっしょういん）は、埼玉県久喜市にある真言宗智山派の寺院。

## 歴史
神亀年間（724年 - 729年）、行基によって開山された。行基が当地を巡錫した際に、「眼病を患う人々を救え」との霊夢を見て、薬師如来を安置する寺を創建したのが当寺の起源である。その後、1414年（応永21年）に弘鑁によって中興された。1590年（天正18年）の兵乱（小田原合戦）によって焼失したが、1649年（慶安2年）に真祐によって再再興された。
1883年（明治16年）、所属宗派の真言宗智山派大本山成田山新勝寺より、不動明王像を勧請している。

## 交通アクセス
- 路線バス菖蒲神社前停留所より徒歩3分。